# Chloe Hosking
Chloe Hosking (Bendigo, 1º ottobre 1990) è una ciclista su strada australiana che corre per il team Roxsolt Liv SRAM. Attiva come Elite dal 2010, in rappresentanza del suo paese ha vinto la medaglia d'oro nella prova in linea ai Giochi del Commonwealth nel 2018 a Gold Coast. In carriera si è aggiudicata tre prove del calendario Women's World Tour, due nel 2016, il Tour of Chongming Island e La Course by Le Tour de France, e una nel 2019, il Tour of Guangxi.

## Palmarès
- 2009 (cinque vittorie)

Wellington International Cup
Omloop der Kempen
1ª tappa Tour of Chongming Island
3ª tappa Tour of Chongming Island (Chongdong > Chongdong)
Classifica generale Tour of Chongming Island
- 2010 (Team HTC-Columbia Women, due vittorie)

2ª tappa Nature Valley Grand Prix (Saint Paul Downtown Criterium)
4ª tappa Nature Valley Grand Prix (Uptown Minneapolis Criterium)
- 2011 (HTC-Highroad Women, due vittorie)

3ª tappa San Dimas Stage Race (San Dimas Classic Criterium)
3ª tappa Tour of Chongming Island (Chengqiao > Chengqiao)
- 2012 (Team Specialized-Lululemon, tre vittorie)

Drentse 8 van Dwingeloo
Halle-Buizingen
5ª tappa Route de France (Pontault-Combault > Châlette-sur-Loing)
- 2013 (Hitec Products, due vittorie)

1ª tappa Tour of Qatar (Museo d'arte islamica > Mesaieed)
5ª tappa Holland Tour (Zaltbommel > Veen)
- 2014 (Hitec Products, due vittorie)

Omloop van Borsele
3ª tappa Belgium Tour (Halle > Buizingen)
- 2015 (Wiggle-Honda, due vittorie)

7-Dorpenomloop van Aalburg
La Classique Morbihan
- 2016 (Wiggle-High5, sette vittorie)

2ª tappa Tour of Qatar (Doha > Doha)
2ª tappa Tour of Chongming Island (Chongming > Chongming)
Classifica generale Tour of Chongming Island
3ª tappa Giro d'Italia (Montagnana > Lendinara)
La Course by Le Tour de France
3ª tappa Route de France (Saint-Sauveur-en-Puisaye > Nevers)
Gran Premio Bruno Beghelli Internazionale
- 2017 (Alé-Cipollini, quattro vittorie)

3ª tappa Santos Tour (Tanunda > Lyndoch)
Drentse Acht van Westerveld
3ª tappa Women's Tour (Arherstone > Royal Leamington Spa)
2ª tappa Ladies Tour of Norway (Sarpsborg > Fredrikstad)
- 2018 (Alé-Cipollini, tre vittorie)

2ª tappa Santos Tour (Wakefield Road > Wakefield Road)
Cadel Evans Great Ocean Road Race
Giochi del Commonwealth, Prova in linea
- 2019 (Alé-Cipollini, cinque vittorie)

4ª tappa Tour Down Under (Adelaide > Adelaide)
1ª tappa Herald Sun Tour (Phillip Island > Phillip Island)
2ª tappa Premondiale Giro della Toscana (Segromigno in Piano > Segromigno in Piano)
2ª tappa Madrid Challenge by La Vuelta (Madrid > Madrid)
Tour of Guangxi
- 2020 (Rally Cycling Women, tre vittorie)

1ª tappa Tour Down Under (Hahndorf > Macclesfield)
7ª tappa Tour de l'Ardèche (Savasse > Beauchastel)
Grand Prix d'Isbergues
- 2021 (Trek-Segafredo, due vittorie)

4ª tappa Tour of Norway (Drøbak > Halden)
3ª tappa Tour de l'Ardèche (Avignone > Avignone)

### Altri successi
- 2011 (HTC-Highroad Women)

2ª tappa Trophée d'Or (Les Aix-d'Angillon > Saint-Germain-du-Puy, cronosquadre)
Classifica giovani Profile Ladies Tour
1ª tappa Giro della Toscana-Memorial Fanini (Viareggio, cronosquadre)
- 2012 (Team Specialized-Lululemon)

1ª tappa Jayco Bay Classic
Classifica giovani Tour of Qatar
- 2013 (Hitec Products)

Classifica giovani Tour of Qatar
Classifica a punti Tour of Chongming Island
- 2015 (Wiggle-Honda)

1ª tappa Mitchelton Bay Cycling Classic
Classifica generale Mitchelton Bay Cycling Classic
- 2016 (Wiggle-High5)

Classifica scalatrici Tour of Chongming Island
- 2017 (Alé-Cipollini)

Classifica a punti Santos Tour
Classifica a punti Tour of Chongming Island
- 2018 (Alé-Cipollini)

Classifica a punti Herald Sun Tour
- 2019 (Alé-Cipollini)

Classifica a punti Herald Sun Tour
- 2022 (Trek-Segafredo)

Vårgårda West Sweden TTT (cronosquadre)

## Piazzamenti

### Grandi Giri
- Giro d'Italia

2009: ritirata (7ª tappa)
2012: 47ª
2013: non partita (2ª tappa)
2014: 92ª
2016: 105ª
2017: 104ª
2018: 110ª

### Competizioni mondiali
- Campionati del mondo

Città del capo 2008 - In linea Junior: 37ª
Copenaghen 2011 - In linea Elite: 6ª
Doha 2016 - In linea Elite: 7ª
Bergen 2017 - In linea Elite: 59ª
Innsbruck 2018 - Cronosquadre: 10ª
Yorkshire 2019 - In linea Elite: 27ª
Fiandre 2021 - In linea Elite: ritirata
- Coppa del mondo/World Tour

CdM 2010: 70ª
CdM 2012: 32ª
CdM 2013: 25ª
CdM 2014: 102ª
CdM 2015: 31ª
WWT 2016: 9ª
WWT 2017: 10ª
WWT 2018: 17ª
WWT 2019: 23ª
WWT 2020: 50ª
WWT 2021: 43ª
WWT 2022: 89ª
- Giochi olimpici

Londra 2012 - In linea: fuori tempo massimo